# Heather Willauer
 (juillet 2021).
Si vous disposez d'ouvrages ou d'articles de référence ou si vous connaissez des sites web de qualité traitant du thème abordé ici, merci de compléter l'article en donnant les références utiles à sa vérifiabilité et en les liant à la section « Notes et références ».
Heather D. Willauer (née en 1974) est une chimiste analytique américaine travaillant à Washington, D.C. au laboratoire de recherches navales (Naval Research Laboratory, NRL) des États-Unis. 

## Éducation
Willauer est scolarisée au Berry College dans l'État de Géorgie, aux États-Unis, dont elle sort diplômée en chimie en 1996. Elle soutient sa thèse de doctorat en chimie analytique à l'université de l'Alabama en 2002, sur les "Fundamentals of phase behavior and solute partitioning in ABS and applications to the paper industry" (Fondamentaux sur les comportements de phase et répartition des solutés dans les systèmes d'extraction à deux phases aqueuses et applications à l'industrie du papier). Elle commence à travailler au NRL, d'abord comme chimiste associée, puis à partir de 2004 comme chercheuse en chimie.

## Recherches

### Contexte
La capacité de maintenir en toutes circonstances en cas de conflits armés l'approvisionnement des porte-avions nucléaires en jet fuel (kérosène) est une préoccupation de l'US Navy qui mobilise les travaux de son équipe.
Ces recherches visent à diversifier les sources d'approvisionnement en jet fuel et à éviter les trop longs trajets des navires de ravitaillement en cas de conflits. Le projet de l'US Navy est à terme d'équiper certaines de ses bases navales les plus éloignées des Etats Unis (Diego Garcia, Guam, Hawaï) d'usines pétrochimiques fonctionnant de manière autonomes sur la base du procédé Fischer-Tropsch mais ne dépendant pas d'approvisionnement en pétrole ou en gas naturel (méthane), ni en tout autre matière combustible comme le charbon ou la biomasse,. 
La marine américaine s'est donc tournée vers la seule ressource à sa disposition partout dans les océans: l'eau de mer. Son électrolyse permet la production d'hydrogène et son acidification permet l'extraction par dégazage du CO2 dissout essentiellement sous forme de bicarbonate (100 mg/L),.
La réaction inverse de celle de la production du gaz de synthèse (syngas) permet d'abord la transformation du CO2 en CO, puis le procédé Fischer-Tropsch permet la production d'hydrocarbures (et notamment de kérosène) en faisant réagir le CO et H2 sur un catalyseur à des températures de l'ordre de 220 – 350 °C.  
L'obtention de l'hydrogène par électrolyse de l'eau de mer est un processus très gourmand en électricité et qui nécessite des puissances installées considérables, de l'ordre de 250 MW pour produire 100 000 gallons de kérosène par jour. Il est donc impossible de la réaliser directement sur un navire, fût-il un porte-avions nucléaire de la classe Nimitz, pourtant équipé d'un réacteur nucléaire de 275 MW. L'encombrement de l'usine de synthèse chimique de jet fuel constitue une autre limitation sévère à l'embarquement d'une telle installation à bord d'un navire. 
La marine américaine envisage donc de construire ces usines sur la côte (on-shore) en bordure d'océan dans des endroits stratégiques mais très isolés. Ces usines pourraient soit être équipées de petits réacteurs nucléaires (200 – 250 MW électrique), soit tirer une puissance électrique comparable de la différence de température entre les eaux océaniques de surface (25-29 °C en milieu tropical) et les eaux profondes (2-4 °C à 1000 m de profondeur): OTEC: Ocean Température Energy Conversion (énergie thermique des mers).

### Travaux
Avec son équipe Heather Willauer a breveté une méthode permettant d'extraire plus efficacement le CO2 de l'eau de mer, en l'acidifiant au moyen d'une cellule d'électrolyse adaptée et permettant aussi de produire de l'hydrogène. 
Elle cherche également à mettre au point des catalyseurs plus efficaces pour le procédé Fischer-Tropsch.

### Réception dans les media
L'information sur ce nouveau développement potentiel a été largement diffusée dans les médias. Bien que la publication de Willauer et al. (2012), ne traitait que de la faisabilité technique et économique du procédé lui-même envisagé d'un point de vue purement théorique, certains médias ont interprété cette information comme étant la possibilité de produire directement du jet fuel "en mer" et se sont posé la question de l'énorme source d'énergie nécessaire à bord des navires ainsi équipés. Il est clair que la navigation au moyen de jet fuel "produit en mer" reste hors de portée car la production d'une quantité relativement modeste de jet fuel (100 000 gallons par jour) nécessite une quantité considérable d'énergie nucléaire (200 MW) qu'il serait préférable d'utiliser directement pour la propulsion navale. Les navires de la marine américaine de taille plus modeste, uniquement équipés d'un moteur à turbine à gaz alimenté en jet fuel (kérosène comme pour les avions), sont trop petits pour accueillir un réacteur nucléaire ainsi que de nombreux électrolyseurs volumineux et toute une installation Fischer-Tropsch. Ce n'est donc probablement pas dans un avenir proche qu'un navire de l’US Navy pourra directement "fonctionner à l'eau de mer", ou alors très partiellement pour une fraction limitée de son fuel. Cependant, ces navires de la Navy pourraient bien être ravitaillés en mer comme d'habitude, mais avec du kérosène synthétique produit à terre ("on-shore", sur la côte) à partir d'eau de mer dans des bases navales américaines éloignées et situées dans des zones stratégiques. Ces bases devraient être équipées de réacteurs nucléaires ou d'un système OTEC de grande puissance.

### Stockage des énergies renouvelables
Ces recherches supportées par la marine américaine trouvent également des applications potentielles dans le domaine des énergies renouvelables. En effet, elles pourraient aussi permettre de convertir le surplus d'électricité produit par les éoliennes ou les panneaux photovoltaïques d'abord en hydrogène "vert", puis en hydrocarbures de synthèse à bilan de CO2 "quasiment nul" sur le long terme. Le CO2 extrait de l'eau de mer est transformé en hydrocarbures. Après la combustion de ceux-ci, le CO2 est rejeté à l'atmosphère avant d'être à nouveau capté plus tard par les océans. Si la combustion des hydrocarbures synthétisés à partir de certains composants de l'eau de mer est réalisée dans des installations centralisées adossées à des dispositifs de capture et de sequestration géologique du CO2, le bilan pourrait même s'inverser et devenir négatif.

## Publications

### Articles
- Jonathan G. Huddleston, Heather D. Willauer, Kathy R. Boaz, Robin D. Rogers, « Separation and recovery of food coloring dyes using aqueous biphasic extraction chromatographic resins », Journal of Chromatography B, vol. 711, nos 1–2,‎ 26 juin 1998, p. 237–244 (PMID 9699992, DOI 10.1016/S0378-4347(97)00662-2)
- Robin D. Rogers, Heather D. Willauer, Scott T. Griffin, Jonathan G. Huddleston, « Partitioning of small organic molecules in aqueous biphasic systems », Journal of Chromatography B, vol. 711, nos 1–2,‎ 26 juin 1998, p. 255–263 (PMID 9699994, DOI 10.1016/S0378-4347(97)00661-0)
- Heather D. Willauer, Jonathan G. Huddleston, Scott T. Griffin, and Robin D. Rogers, « Partitioning of Aromatic Molecules in Aqueous Biphasic Solutions », Separation Science and Technology, vol. 34, nos 6–7,‎ 1999, p. 1069–1090 (DOI 10.1080/01496399908951081)
- Jonathan G. Huddleston, Heather D. Willauer, Robin D. Rogers, « Solvatochromic studies in polyethylene glycol–salt aqueous biphasic systems », Journal of Chromatography B, vol. 743, nos 1–2,‎ 23 juin 2000, p. 137–149 (PMID 10942281, DOI 10.1016/S0378-4347(00)00230-9)
- Mian Li, Heather D. Willauer, Jonathan G. Huddleston, and Robin D. Rogers, « Temperature Effects on Polymer-based Aqueous Biphasic Extraction Technology in the Paper Pulping Process », Separation Science and Technology, vol. 36, nos 5–6,‎ 2001, p. 835–847 (DOI 10.1081/SS-100103623, S2CID 96760221)
- Heather D. Willauer, Jonathan G. Huddleston, and Robin D. Rogers, « Solvent Properties of Aqueous Biphasic Systems Composed of Polyethylene Glycol and Salt Characterized by the Free Energy of Transfer of a Methylene Group between the Phases and by a Linear Solvation Energy Relationship », Industrial & Engineering Chemistry Research, vol. 41, no 11,‎ mai 2002, p. 2591–2601 (DOI 10.1021/ie0107800)
- Ann E. Visser, W. Matthew Reichert, Richard P. Swatloski, Heather D. Willauer, Jonathan G. Huddleston, Robin D. Rogers and the Department of Chemistry and Center for Green Manufacturing, the University of Alabama, Ionic Liquids, vol. 818, coll. « ACS Symposium Series », juillet 2002, 289–303 p. (ISBN 9780841237896, DOI 10.1021/bk-2002-0818.ch023), « 23: Characterization of Hydrophilic and Hydrophobic Ionic Liquids: Alternatives to Volatile Organic Compounds for Liquid–Liquid Separations »
- Heather D. Willauer, John Hoover, Frederick W. Williams, and George W. Mushrush, « The Construction of an Improved Automated Atomizer for Evaluating Jet Fuel Flammability », Petroleum Science & Technology,‎ janvier 2004
- George W. Mushrush, James H. Wynne, Heather D. Willauer, Christopher T. Lloyd, Janet M. Hughes and Erna J. Beal, « Recycled Soybean Cooking Oils as Blending Stocks for Diesel Fuels », Industrial & Engineering Chemistry Research, vol. 43, no 16,‎ 2004
- Heather D. Willauer, Ramagopal Ananth, John B. Hoover, George W. Mushrush, Frederick W. Williams, « A Critical Evaluation of an Automated Rotary Atomizer », Petroleum Science & Technology,‎ novembre 2004
- George W. Mushrush, Heather D. Willauer, John Hoover, Jean Bailey, and Frederick W. Williams, « Flammability and Petroleum Based Hydraulic Fluids », Petroleum Science & Technology,‎ janvier 2005
- George W. Mushrush, James H. Wynne, Christopher T. Lloyd, Heather Willauer, Janet M. Hughes, « Instability Reactions and Recycled Soybean Derived Biodiesel Fuel Liquids. », Energy Sources,‎ janvier 2005
- Heather D. Willauer, John B. Hoover, George W. Mushrush, and Frederick W. Williams, « Evaluation of Jet Fuel Aerosols Using a Rotary Atomizer », 4th Joint Meeting of the U.S. Sections of the Combustion Institute, 21 mars 2005 (consulté le 17 juin 2014)
- H.D. Willauer, D.R. Hardy, F. DiMascio, R.W. Dorner, and F.W. Williams, « Synfuel from Seawater », United States Naval Research Laboratory,‎ 2010, p. 153–154 (lire en ligne)« Synfuel from Seawater »(Archive.org • Wikiwix • Archive.is • Google • Que faire ?), juillet 2021
- Ramagopal Ananth, Heather D. Willauer, John P. Farley and Frederick W. Williams, « Effects of Fine Water Mist on a Confined Blast », Fire Technology, vol. 48, no 3,‎ 2012, p. 641–675 (DOI 10.1007/s10694-010-0156-y, S2CID 109720753)
- Heather D. Willauer, Dennis R. Hardy, Kenneth R. Schultz and Frederick W. Williams, « The feasibility and current estimated capital costs of producing jet fuel at sea using carbon dioxide and hydrogen », Journal of Renewable and Sustainable Energy, vol. 4, no 3,‎ 2012, p. 033111 (DOI 10.1063/1.4719723, S2CID 109523882, lire en ligne)

### Brevets
- (en) Brevet U.S. 20110281959 2011
- (en) Brevet U.S. 8313557 2012
- (en) Brevet U.S. 8658554 2014
- (en) Brevet U.S. 8663365 2014